# Márcia Campos
Márcia de Campos Pereira es una activista brasileña que desde la década de 1970 lucha por mejoras en los derechos democráticos de los ciudadanos de Brasil, especialmente los de las mujeres. Ayudó a organizar el Movimiento Democrático Brasileño, incluida su rama femenina, y ha participado en varios sindicatos y organizaciones de mujeres brasileñas.
En 2008, se convirtió en integrante del Conselho Nacional dos Direitos da Mulher (Consejo Nacional de los Derechos de la Mujer). En su congreso de Beirut de 2002, la Federación Democrática Internacional de Mujeres (FDIM) eligió a Campos como su presidenta. Fue reelegida presidenta de la FDIM en el congreso de Caracas de 2007 y nuevamente en el congreso de 2012 en Brasilia.Su presidencia llegó a su término en 2016.

## Biografía
Campos es reconocida por sus esfuerzos a favor de la democratización de Brasil. Mientras era estudiante, participó en actividades democráticas para mejorar las condiciones de la educación, las mujeres, los jóvenes y los trabajadores. En la década de 1970 viajó por todo el país apoyando a las asociaciones de mujeres y sus esfuerzos en los sindicatos. También participó activamente en el Movimiento de Amnistía de las Mujeres (Movimento Feminino pela Anistia).
En 1980, se mudó de Río de Janeiro a São Paulo, donde fundó y dirigió la Federación de Mujeres de São Paulo (Federação das Mulheres Paulistas, FMP). En 1981, fundó la Confederación de Mujeres Brasileñas (Confederação das Mulheres do Brasil, CMB) diseñada para mejorar las condiciones de vida y de trabajo de las mujeres en varios estados. Desde 1988, apoyó los esfuerzos para desarrollar viviendas para madres solteras en varias ciudades. 
Se convirtió en miembro del partido político Movimiento Democrático Brasileño (Movimento Democrático Brasileiro, MDB) y su grupo de mujeres. Sin embargo, abandonó la organización y en 2011, se unió al recién creado Partido Patria Libre (Partido Pátria Livre, PPL). Desde 2008, formó parte del Conselho Nacional dos Diretos da Mulher (Consejo Nacional de los Derechos de la Mujer.
En 2002, en el congreso de Beirut de la Federación Democrática Internacional de Mujeres (FDIM) fue elegida presidenta de la organización. Esto motivó que la WIDF cambiara su sede a Brasilia, desde donde funciona desde ese entonces. Fue reelegida presidenta en el congreso de la WIDF de 2007 en Caracas y nuevamente en el congreso de 2012 en Brasilia. Campos también representó a la FDIM en el Consejo Económico y Social de las Naciones Unidas.
Campos, en su rol de secretaria en funciones del Partido Comunista de Brasil, fue una de las principales instigadoras de "Mujeres Juntas Pelo Brasil" (Mujeres Juntas Por Brasil), un movimiento que llamó a las mujeres de todo el país a salir a las calles el 13 de agosto de 2022 para luchar contra el hambre, la pobreza y la desigualdad entre hombres y mujeres. En un momento en el que el país se enfrentaba a una crisis económica, llamó a la acción, explicando:

Lo realmente importante y que nos une, lo que saca el corazón a la calle el día 13, es seguir, expandir y formar parte de el camino cívico ya está en pleno avance en nuestro país. Lo que queremos para nuestras familias y nuestro pueblo son mujeres brasileñas para construir el país.